# Горд
Горд (фр. Gordes) — коммуна во французском департаменте Воклюз региона Прованс — Альпы — Лазурный Берег. Является центром одноимённого кантона.

## Географическое положение

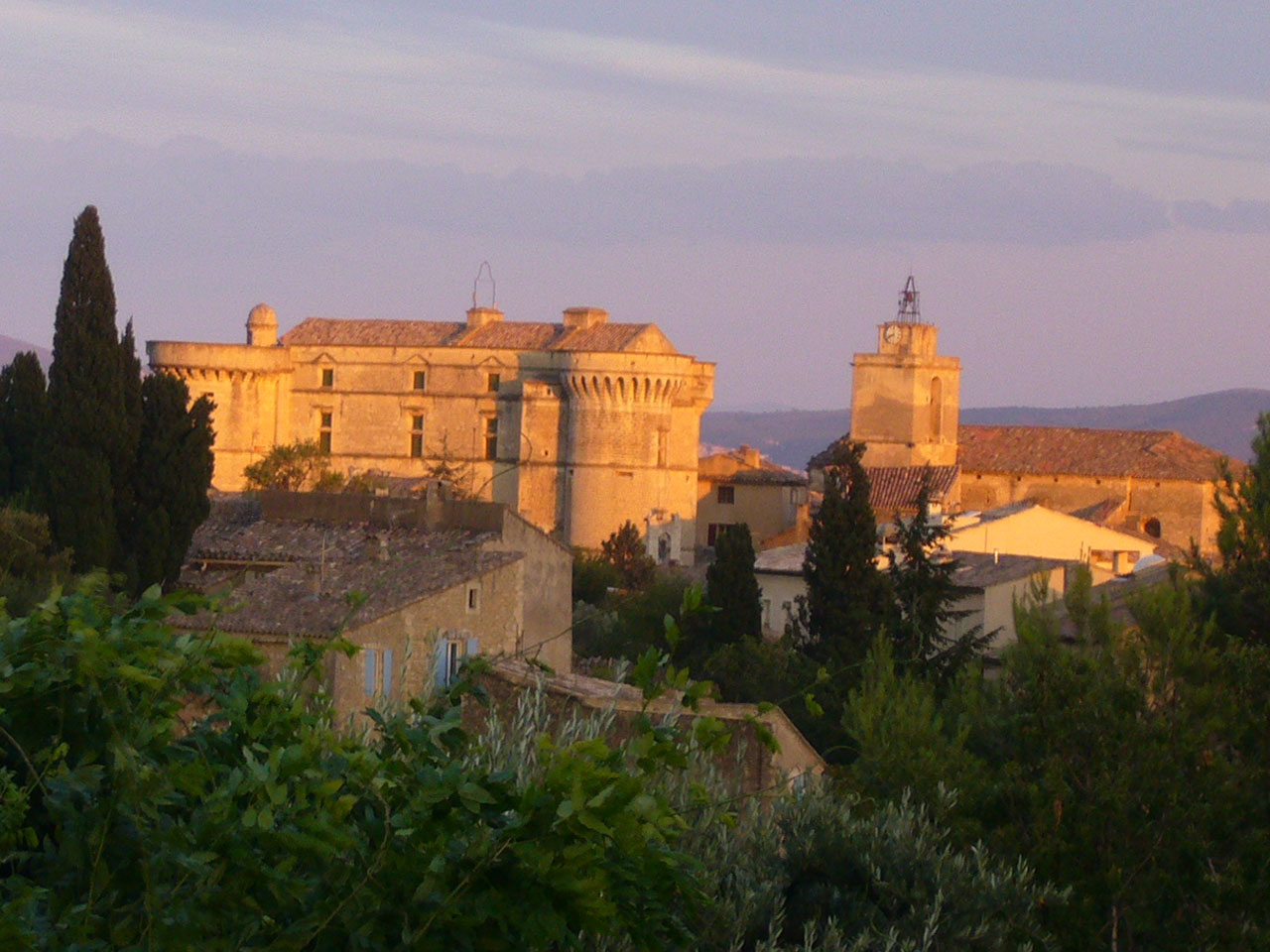
Вид на замок и церковь.

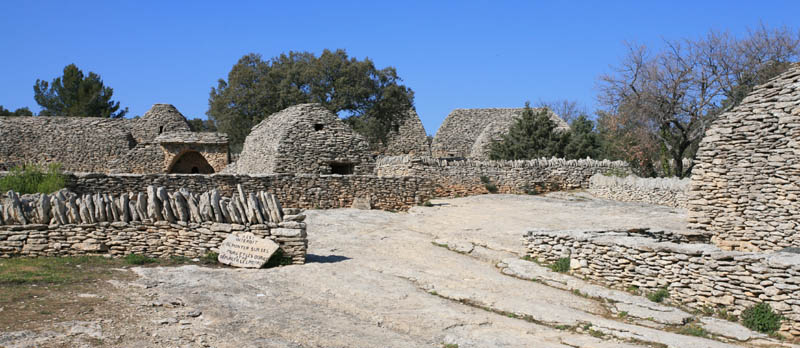
Музей Villages des Bories.

Горд расположен в 31 км к востоку от Авиньона. Соседние коммуны: Мюр на северо-востоке, Жукас и Руссийон на востоке, Сен-Панталеон на юге, Кабрьер-д'Авиньон на юго-западе, Фонтен-де-Воклюз на западе.
Город находится на южной границе горного массива Воклюз в долине реки Калавон.

### Гидрография
Окрестности Горда богаты ручьями и реками. Основные реки: Сенанколь, Веронкль, Рубин и др. У границы коммуны Карле и Рубин впадают в Имерг.

## Демография
Население коммуны на 2010 год составляло 2113 человек.
| 1962 | 1968 | 1975 | 1982 | 1990 | 1999 | 2010 |
| ---- | ---- | ---- | ---- | ---- | ---- | ---- |
| 1363 | 1536 | 1574 | 1607 | 2031 | 2089 | 2113 |

## Достопримечательности
Горд входит в Ассоциацию красивейших городов Франции.
- Замок Горд, по которому была названа деревня, 1535 год, памятник истории.
- Фонтан в старом городе, датируется 1342 годом.
- Церковь Сен-Фирмен, построена в XVIII веке на месте бывшей церкви XIII века. Квадратная башня датируется XIV веком.
- Дворец Сен-Фирмен, памятник истории.
- Памятник павшим.
- Аббатство Сенанк, основано в 1148 году.
- Археологический музей под открытым небом village des bories, включает 20 старинных каменных строений.